# Virginia City, Nevada

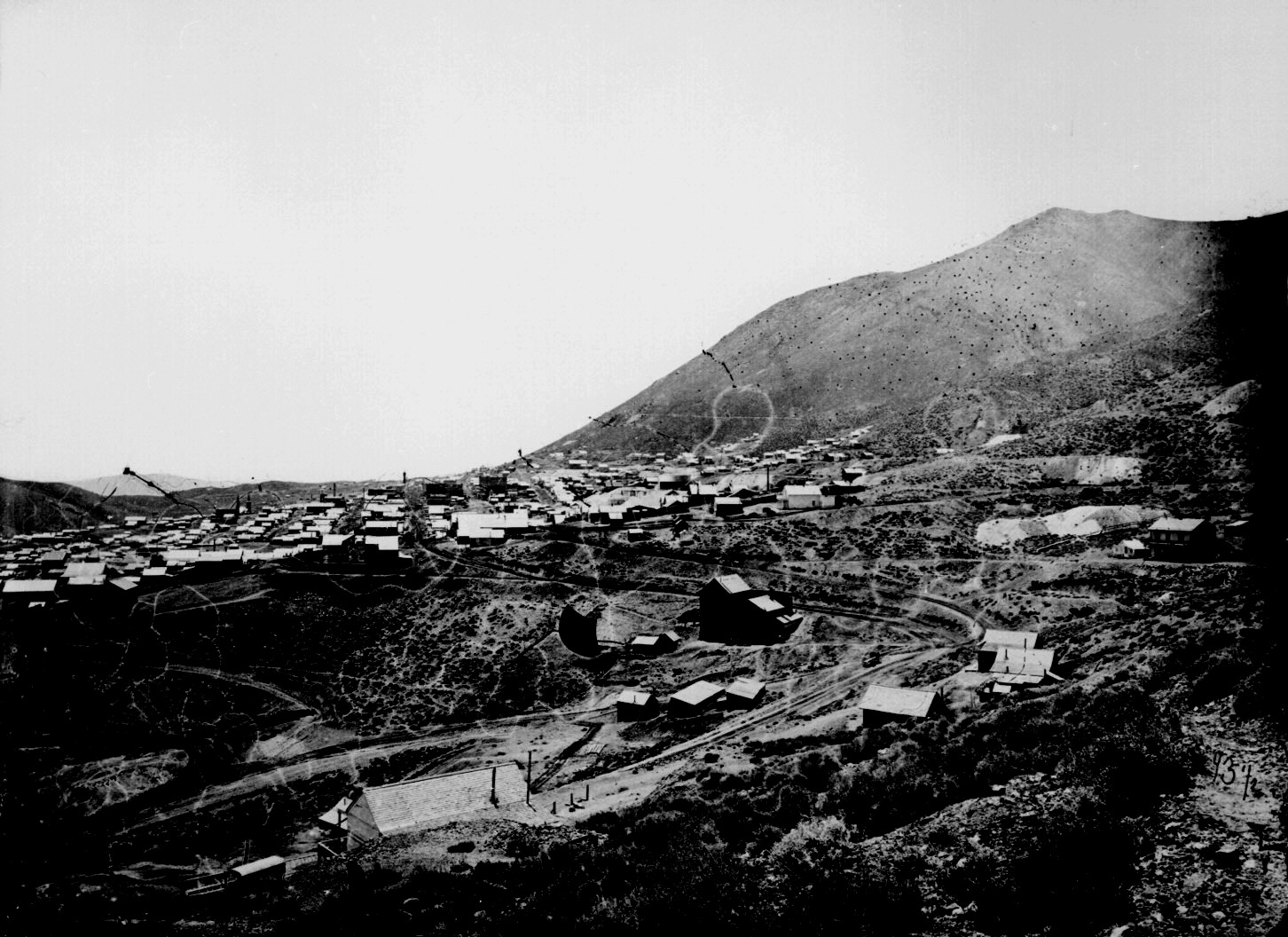
Virginia City på 1860-talet.

Virginia City är en ort (CDP) i Storey County i delstaten Nevada i USA. Orten hade 787 invånare, på en yta av 2,24 km² (2020). Virginia City är administrativ huvudort (county seat) i Storey County.
Staden upplevde en glansperiod under guldrusherna och på 1870-talet, då staden hade omkring 25 000 invånare, och således var en av de största städerna i vilda västern.

## Populärkultur
TV-serien Bröderna Cartwright utspelar sig kring Virginia City.